# Allègre
Allègre je naselje in občina v jugovzhodnem francoskem departmaju Haute-Loire regije Auvergne. Leta 2012 je naselje imelo 968 prebivalcev.

## Geografija
Kraj leži v pokrajini Auvergne znotraj naravnega regijskega parka Livradois-Forez, 26 km severozahodno od Le Puy-en-Velaya.

## Uprava
Allègre je nekdanji sedež istoimenskega kantona, od marca 2015 vključenega v kanton Plateau du Haut-Velay granitique s središčem v Craponne-sur-Arzonu.

## Zanimivosti
- ruševine srednjeveškega gradu Château d'Allègre iz 14. stoletja, francoski zgodovinski spomenik od leta 1935,
- križ La croix de « la Fontaine d’Armand »,
- gotska cerkev sv. Martina iz Toursa
- kapela Notre-Dame-de-l'Oratoire
- grajska vrata Porte de Monsieur
- regijski naravni rezervat Cratère du Mont-Bar, ustanovljen v letu 1990 na ozemlju nekdanjega ognjenika z bogato biotsko raznovrstnostjo, je na seznamu Narave 2000.

- Porte de Monsieur
- Château d'Allègre
- Mont Bar

## Pobratena mesta
- Krostitz (Saška, Nemčija);